# Mladoturecká revoluce

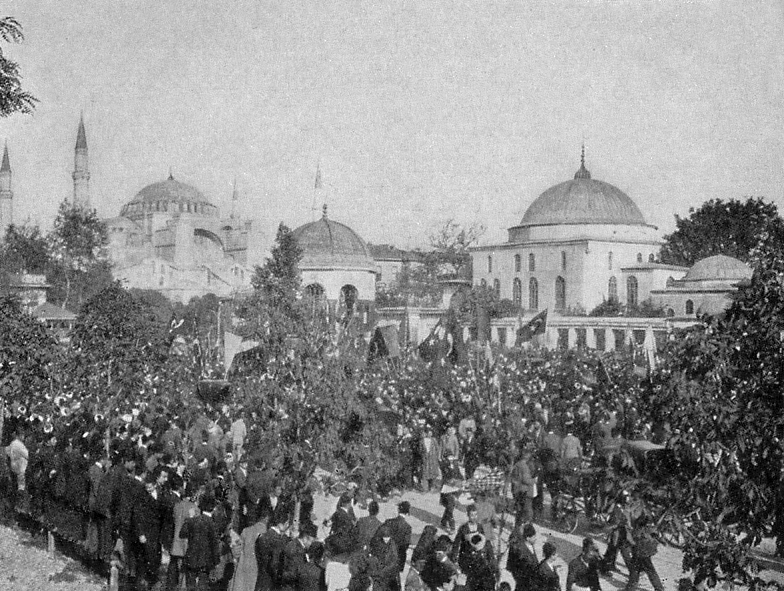
Veřejné demonstrace v Istanbulu, 1908

Mladoturecká revoluce, k níž došlo v roce 1908, bylo ozbrojené povstání a pokus o revoluci v Osmanské říši, vedené Mladoturky.
Mezi důvody patřila nespokojenost s autoritářskou vládou sultána Abdülhamida II. a dobová mezinárodní situace (došlo k pádu několika centrálně řízených režimů). Pod pohrůžkou tažení osmanské armády na Istanbul obnovil sultán činnost parlamentu, který předtím zakázal, obnovil platnost ústavy a zrušil tajnou policii a cenzuru. V Osmanské říši se poté konaly parlamentní volby, v nichž Mladoturci drtivě zvítězili, přesto však nedošlo ke slibovaným změnám a realizaci demokratického programu.
O rok později se sultán Abdülhamid II., v důsledku vnitrostátních a mezinárodních okolností, pokusil o povstání, na jehož konci měl být opětovně zaveden islám a náboženské právo šaría. Turecký parlament na svém mimořádném zasedání sultána sesadil a nahradil Mehmedem V. Resadem. Ani poté však Mladoturci nerealizovali své původní plány a došlo k rozpadu politické, sociální a národnostní jednoty mladotureckého hnutí. Mladoturci prosazovali panturkismus a turkizaci říše (např. ustanovení turečtiny jediným oficiálním jazykem).